# Nusalala neotropica
Nusalala neotropica is een insect uit de familie van de bruine gaasvliegen (Hemerobiidae), die tot de orde netvleugeligen (Neuroptera) behoort. 
Nusalala neotropica is voor het eerst wetenschappelijk beschreven door Esben-Petersen in 1914.